# Chris Moneymaker
Pour les articles homonymes, voir Moneymaker.
 (août 2019).
Si vous disposez d'ouvrages ou d'articles de référence ou si vous connaissez des sites web de qualité traitant du thème abordé ici, merci de compléter l'article en donnant les références utiles à sa vérifiabilité et en les liant à la section « Notes et références ».
Chris Moneymaker (né le 21 novembre 1975 à Atlanta, en Géorgie) est un joueur professionnel américain de poker. Il est notamment connu pour avoir remporté le tournoi principal du championnat du monde de poker (World Series of Poker) le 24 mai 2003. Il est ainsi le 34e champion du monde de poker.
Chris Moneymaker a la particularité d'être un adepte du poker en ligne, et à l'époque de son titre, d'avoir battu bon nombre de joueurs professionnels avec pour seule expérience celle de ses parties virtuelles sur Internet.
Sa victoire, celle d'un amateur jouant sur internet et ayant gagné son droit d'entrée en pariant seulement une somme minime au départ, est considéré comme l'un des déclencheurs de la « Pokermania ».
Son nom de famille, qui signifie « faiseur d'argent » en anglais, n'est pas un pseudonyme. C'est un aptonyme lui venant de ses ancêtres, qui fabriquaient des pièces d'or et d'argent, et ont choisi ce nom.